# Èvre
Èvre – rzeka we Francji, przepływająca przez teren departamentu Maine i Loara, o długości 92 km. Stanowi lewy dopływ rzeki Loary.